# Patricia G. Gensel
Patricia Gabbey Gensel ou Patricia G. Gensel (née à Buffalo le 18 mars 1944 ) est une botaniste et paléobotaniste américaine.

## Biographie
Patricia Gensel est née à Buffalo le 18 mars 1944 ,, dans l'État de New York, et fréquente le Hope College de Holland, dans le Michigan, où elle obtient un B.A. en 1966. Elle obtient son doctorat en 1972 à l'université du Connecticut. En 2011, Gensel faisait partie de la faculté du département de biologie de l'université de Caroline du Nord à Chapel Hill.
Patricia Gensel est connue pour ses recherches sur les plantes paléozoïques. Elle est présidente de la Botanical Society of America en 2000-2001. Gensel est l'homonyme du genre, Genselia Knaus, qui consiste en quatre espèces de plantes du Carbonifère précoce trouvées dans les formations de Pocono et de Price dans le bassin des Appalaches en Amérique du Nord.

## Publications
- Gensel, Patricia G. ; Andrews, Henry N., eds. (1984). Plant Life in the Devonian. New York : Praeger.  (ISBN 978-0030620027).
- Bourque, Pierre-André ; Desbiens, Sylvain ; Gensel, Patricia G., eds. (2005). Biote et paléoenvironnements siluriens-dévoniens de la Gaspésie et du nord du Nouveau-Brunswick. Halifax, Nouvelle-Écosse : North American Paleontological Convention.
- Gensel, Patricia G. ; Edwards, Dianne, eds. (2000). Les plantes envahissent la terre : Evolutionary and Environmental Perspectives. New York : Columbia University Press.  (ISBN 978-0231111614).